# Robert Winthrop Chanler

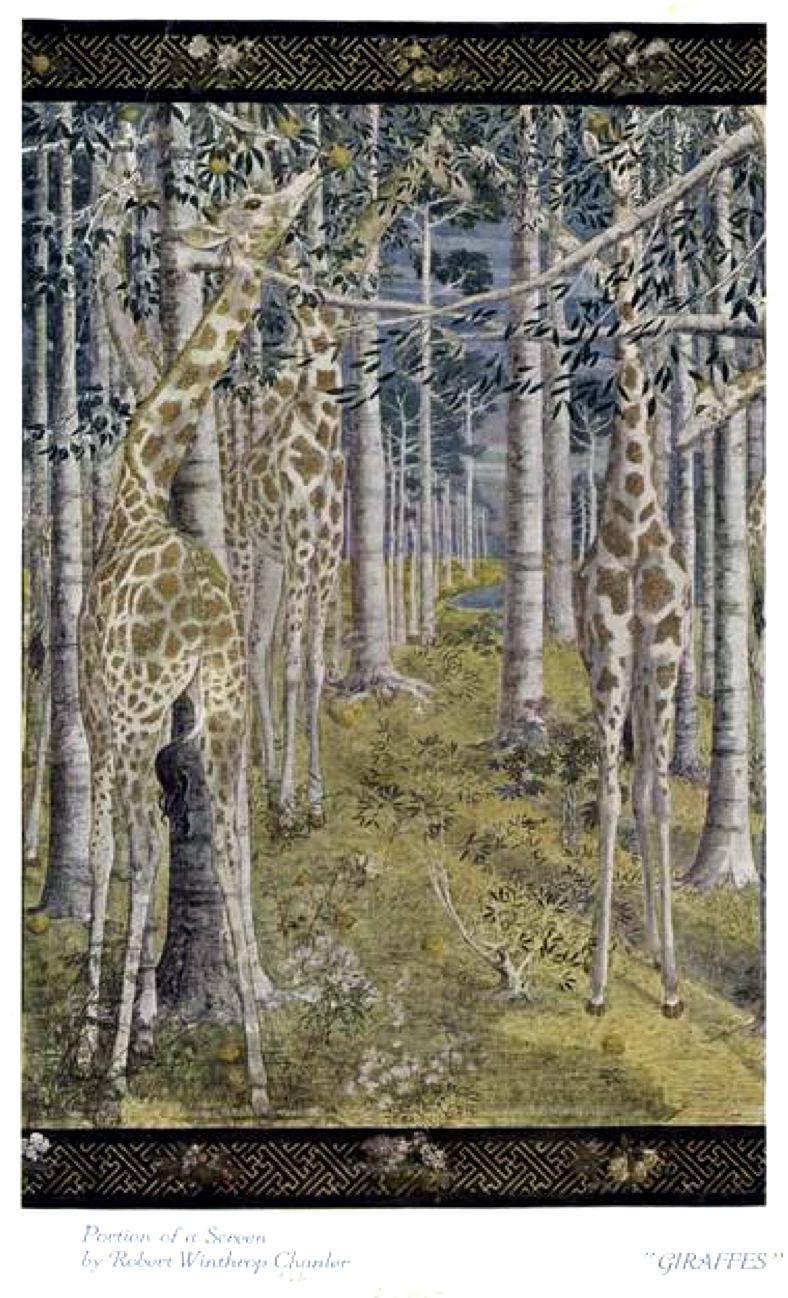
Żyrafy, 1905, (fragment). Odbitka graficzna, opublikowana w 1922

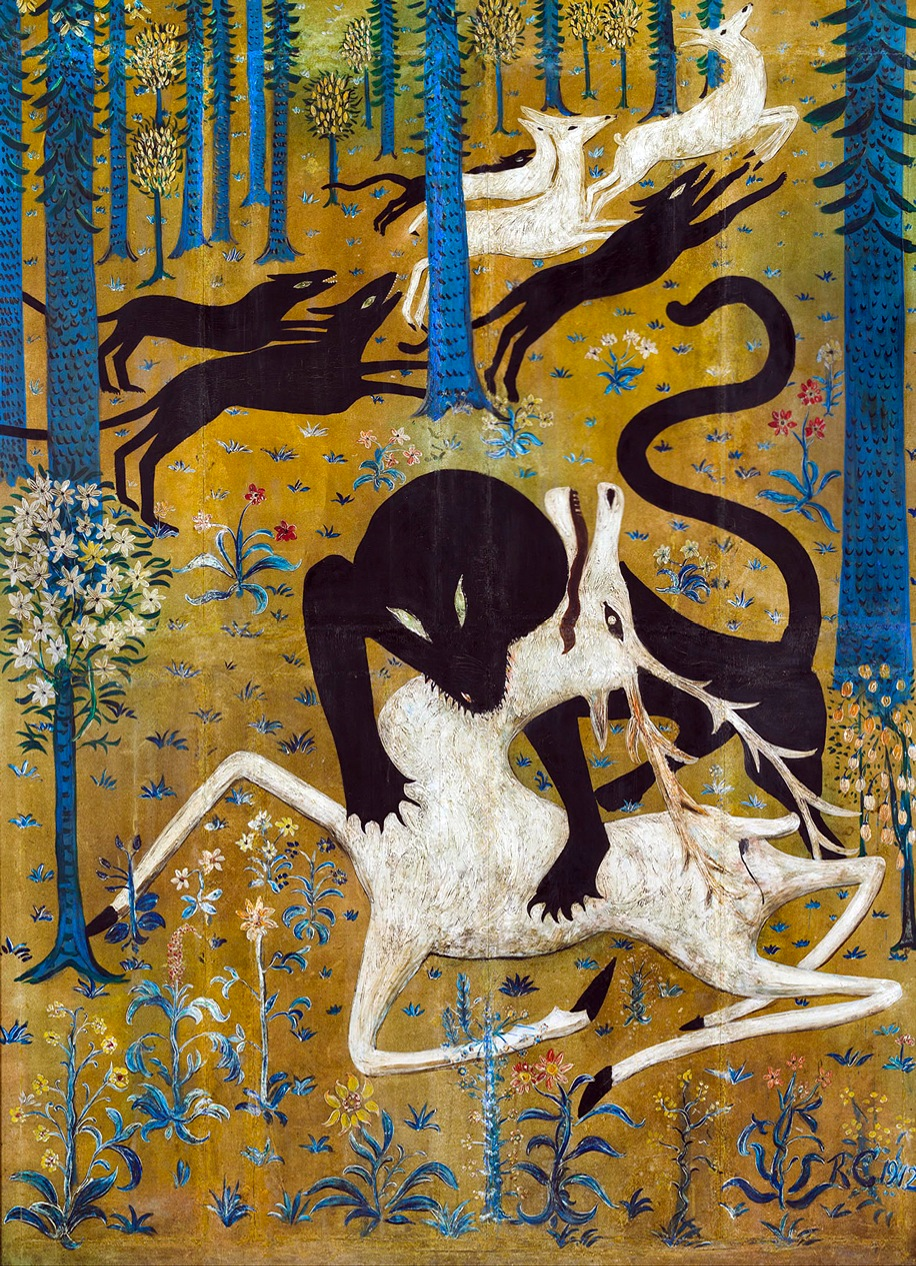
Lampart i jeleń, 1912, gwasz lub tempera na płótnie, zamontowana na drewnie, 194.3 × 133.4 cm, Rokeby Collection. Wystawiona na Armory Show, Nowy Jork, 1913

Robert Winthrop Chanler (ur. 22 lutego 1872 w Nowym Jorku, zm. 24 października 1930 w Woodstock) – amerykański malarz, twórca ozdobnych parawanów i murali. Najbardziej znanym jego dziełem są Żyrafy (1905).

## Życiorys
Chanler urodził się w szacownej rodzinie wywodzącej się od Astorów, Delano, Stuyvesantów i Livingstonów. Po utracie ojca Chanler wraz z ośmiorgiem rodzeństwa spędzał dzieciństwo pod opieką powierników, opiekunów i kuzynów w Rokeby, rodzinnej posiadłości nad rzeką Hudson w Barrytown (hrabstwo Dutchess), w północnej części stanu Nowy Jork. Chanler wcześnie zainteresował się sztuką rysując pejzaże i zwierzęta z okolic Rokeby.
W 1889 roku Chanler wyjechał do Europy, gdzie spędził niemal trzynaście lat. Podróżował w tym czasie między Londynem, Rzymem a Paryżem studiując z renomowanymi malarzami. Z początku mieszkał ze starszym bratem w Londynie, po czym w 1891 roku wyjechał do Rzymu, gdzie dostał pracownię na Piazza d'Espagna i studiował z angielskim artystą Johnem „Jackiem” Elliottem oraz z Hiszpanami: malarzem Jose Villegasem i rzeźbiarzem Mariano Benlliure. W 1893 roku przeniósł się do Paryża, gdzie kontynuował studia rzeźbiarskie z Alexandrem Falguièrem. Później znów zainteresował się malarstwem; zapisał się do Académie Julian i Académie Colarossi, pracował też w atelier Jean-Léona Gérôme'a, Jean-Josephem Benjamin-Constantem i Jules'a Josepha Lefebvre'a. Po powrocie do Nowego Jorku w 1902 roku, Chanler kupił kamienicę przy East Nineteenth Street, która stała się centrum nowojorskiej społeczności artystycznej. W swojej posiadłości urządził tak zwany Dom Fantazji (House of Fantasy). Jego zamożni przyjaciele, zainspirowani jego dokonaniami, zaczęli mu zlecać wykonywanie malowideł ściennych i parawanów dla swoich rezydencji oraz dla ekskluzywnego Colony Club w Nowym Jorku. Chanler namalował między innymi cykl paneli muralowych dla rezydencji Lloyda Warrena, W. K. Vanderbilt, Josepha B. Thomasa, pracowni Harry Payne Whitney oraz jej rezydencji Wheatley Hills. W międzyczasie projektował też kurtyny, zasłony i witraże. W jego pracach mieszały się razem tradycje sztuki Orientu, dawnych mistrzów i secesji. Przez krótki okres Chanler sprawował funkcję szeryfa hrabstwa Dutchess, dzięki czemu zyskał przydomek „Sheriff Bob”.
W 1905 roku Chanler powrócił do Paryża. Namalował wówczas słynne Żyrafy, wystawione po raz pierwszy na Salonie Jesiennym, zakupione następnie przez rząd francuski dla Musée du Luxembourg w Paryżu. W następnym roku Chanler powrócił do Ameryki rozpoczynając kreatywny okres w swej działalności artystycznej. Największe uznanie krytyki w swym życiu zdobył w okresie wystawy Armory Show w Nowym Jorku w 1913 roku. Kontrowersyjnym i krytycznie przyjętym jego dziełem okazała się Parodia Fowistów, przedstawiająca pięciu ślepych estetów adorujących siedzącą małpę, co miało oznaczać przedrzeźnianie Henriego Matisse'a. Podczas Armory Show Chanler był jednym z tych artystów, którzy oprowadzali po nowojorskiej wystawie byłego prezydenta Stanów Zjednoczonych, Theodore'a Roosevelta. Chanler pojechał również do Chicago na otwarcie Armory Show, gdzie działał jako przewodnik objaśniający zainteresowanym widzom zagadnienia sztuki nowoczesnej. Był nie tylko wystawcą, ale i kupującym; nabył dwa obrazy portugalskiego artysty Amadeo de Souza-Cardoso, dwie litografie Odilona Redona i brązowy odlew Portretu Mademomiselle Pogany Constantina Brâncușiego.
Z jednej strony Chanler był cenionym malarzem, z drugiej dał się poznać jako kobieciarz. Po rozwodzie z pierwszą żoną zawarł związek małżeński ze sławną śpiewaczką operową Liną Cavalieri, znaną ze swej urody i gwałtownego temperamentu. Ich związek trwał krótko i zakończył się burzliwym rozwodem, spersonifikowanym następnie w panelu Śmierć białego jelenia.
Chanler korzystał z patronatu swoich przyjaciół i rodziny oraz wieloletnich relacji z kobietami, jak Mae Coe i Gertruda Vanderbilt Whitney. Choć był najbardziej znany ze swych bogato zdobionych parawanów, po roku 1923 zarzucił ich malowanie, a skupił się na malowaniu portretów. Pozowali mu zarówno bankierzy finansowi jak i bliscy przyjaciele. Artysta przedstawiał ich takimi, jakimi ich widział, stosując symbolikę zwierzęcą.
Chanler zmarł w wieku pięćdziesięciu ośmiu lat z powodu niewydolności serca; przez 12 godzin znajdował się w stanie śpiączki. Pochowany został pośród najbardziej znanych mieszkańców Nowego Jorku w grobowcu rodzinnym w Trinity Church Cemetery przy zbiegu Wall Street i Broadwayu.

## Twórczość
Chanler w swojej pracy stosował głównie zwierzęce motywy, tworząc na ich podstawie alegoryczne fantazje w naiwnym, spontanicznym stylu. Czerpiąc symbolikę z natury, starał się osiągnąć nie wierne jej odwzorowanie, ale o uchwycenie ducha natury i życia w sposób emocjonalny. Inspirując się sztuką starożytnego Egiptu, Dalekiego Wschodu i włoskiego renesansu, używał bogatych pigmentów, metalicznych powłok i glazury dla uwydatnienia symbolicznego potencjału malowanych tematów. Jego parawany nie były radykalne w sensie motywu lub stylu, ale zostały uznane za nowoczesne z powodu ich ezoterycznej jakości i połączenia w nich tradycji Wschodu i Zachodu. Do najbardziej znanych dekoracji wnętrz wykonanych przez Chanlera należą: Grotto w Vizcaya, Buffalo Room w Coe Hall i Whitney Studio w Nowym Jorku.

## Dzieła (wybór)
- Pawie (panel ścienny), 1900[3]
- Żyrafy (panel dekoracyjny), 1905
- Jeżozwierze (parawan), 1911
- Śmierć białego jelenia (parawan), 1911
- Autobiografia (parawan), 1912
- Polowanie na bizony (parawan), 1912
- Flamingi (parawan), 1913
- Rajskie ptaki (parawan), 1913
- Łabędzie (parawan), 1913
- Taniec węża Indian Hopi (parawan), 1913
- Dżungla (panel), 1913
- Taniec śmierci (panel muralowy), 1914
- Polowanie (parawan), 1914
- Jeżozwierze (parawan), 1915
- Prąd zatokowy (parawan), 1915
- Jelenie (parawan), 1915
- Parawan astrologiczny, 1915
- Indiańskie polowanie na jelenie (parawan), 1918
- Japońscy wojownicy (parawan), 1918
- Rajskie ptaki (panel), 1919
- Fantazja chińska I (panel), 1919
- Fantazja chińska II (panel), 1919
- Fantazja chińska III (panel), 1919
- kona natury I (panel), 1920
- kona natury II (panel), 1920
- kona natury III (panel), 1920
- Pejzaż orientalny (parawan), 1921
- Demon (panel), 1921
- Ptasia arabeska (parawan), 1921
- Syreny (parawan), 1921
- Leśna idylla (parawan), 1921
- Bobry i jeżozwierz (parawan), 1922
- Ptasia fantazja (parawan), 1922
- Vizcayan Bay (parawan), 1922